# 東京12チャンネルニュース
『東京12チャンネルニュース』（とうきょうじゅうにチャンネルニュース）は、1969年12月1日から1982年2月28日まで日本科学技術振興財団テレビ事業本部→東京12チャンネル（現・テレビ東京）で放送されていたニュース番組である。

## 概要
東京12チャンネルは、日本科学技術振興財団が運営していたため、報道部門については朝日新聞社と提携を行い、1964年の開局時に朝日新聞東京本社内にニューススタジオを設置してニュース番組を制作・放送した。
同局の運営は開局直後から行き詰まり、1968年7月1日に運営会社である東京12チャンネルプロダクション（現在のテレビ東京）が財界主体で設立された。さらに日本経済新聞社に支援を要請し、1969年10月27日に同社は科学技術振興財団から事業を引き受け、同年11月1日に東京12チャンネルプロダクションの増資も引き受けた。これで事実上同社が東京12チャンネルの親会社になったため、従来の朝日新聞社との報道面での提携関係を見直すことになった。
1969年12月1日以降は時間帯によって日本経済新聞社と朝日新聞社が交互にニュースソースを提供する形に変更され、ニュースタイトルも変更された。1972年4月1日にニュースソースの提供は日本経済新聞社に一本化された。さらに1981年10月1日の社名変更に合わせて『テレビ東京ニュース』と改題し、1982年3月1日にテレビ東京をキー局とするメガTONネットワーク（現・TXN）が発足するのに合わせて『メガTONニュース』（現・TXNニュース）と改題された。
なおテレビ東京ニュースはメガTONニュース改題以降も深夜23時台の関東ローカルのニュースタイトルとして89年頃まで放送された。

## 放送局
ネット局がなかったため、東京12チャンネルのみでの放送だったが、日本経済新聞社が出資していた中京テレビでも『中京テレビニュース』と題して放送されていた時期がある。これは当時、中京テレビが日本テレビと日本教育テレビ（現・テレビ朝日）とのクロスネットで、ニュースはANNを主体としていたものの、名古屋テレビも同様に日本教育テレビ・日本テレビのクロスネットで『ANNニュース』を放送していたため、一部時間帯で放送できなかったための措置である。なお、クロスネット当時の中京テレビはNNNには加盟していなかった。
当時、東京12チャンネルの準系列であった毎日放送(当時)は、主体の系列だった日本教育テレビ(NET)との関係で、東京12チャンネル制作のニュース番組は当番組を含めネットされなかった。なお、近畿地方の一部の全国独立放送協議会加盟社では当番組が放送された。その後、サンテレビと三重テレビでの放送は、テレビ東京系列のテレビ大阪（1982年3月1日開局）とテレビ愛知（1983年9月1日開局）が開局するのに合わせて打ち切られた。また、KBS京都や岐阜放送での放送も、番組の一部ネット受けに止まっていた。